# جیم دویل
جیم دویل (انگلیسی: Jim Doyle؛ زادهٔ ۲۳ نوامبر ۱۹۴۵) یک سیاست‌مدار اهل ایالات متحده آمریکا است.